# Karl Vettermann
Karl Vettermann (* 5. Juni 1937 in Wien; † 24./25. Januar 1990 in der Karibik) war ein österreichischer Hochseesegler und Autor.

## Leben
Vettermann wuchs in Klosterneuburg auf. Er riss schon als Vierzehnjähriger von zu Hause aus, um zur See zu fahren, wurde aber in Passau beim Versuch, die Grenze zu überschreiten, abgefangen. Er wurde Industriekaufmann und arbeitete in diesem Beruf für mehrere Jahre auf Barbados. Später kehrte er nach Österreich zurück und übernahm als begeisterter Segler 1972 den Yachtbau der damals noch kaum etablierten Shark 24 in der Schiffswerft Korneuburg.
1975 nahm er als Crewmitglied auf der Rasmus II des Yacht-Club Bregenz an der Transatlantikregatta teil, ein Jahr darauf war er Navigator auf der Rubin.
Später wurde Vettermann vor allem als Autor der beliebten Barawitzka-Geschichten bekannt, in denen Freud und Leid bunt zusammengewürfelter österreichischer Seglercrews geschildert werden. Doch auch nautische Fachbücher entstammen seiner Feder.

## Tod
Vettermann ging in der Nähe der Antilleninsel St. Lucia nachts über Bord und wurde nicht mehr gefunden.
In der Zeitschrift Yacht, Ausgabe 6 des Jahres 1990, wird auf Seite 12 unter dem Titel Käpt’n Barawitzka in der Karibik ertrunken berichtet, dass Vettermann im Heckkorb an das Achterstag gelehnt geschlafen hatte und bei einer heftigen Schiffsbewegung über Bord rutschte. Sofort eingeleitete Rettungsaktionen seien erfolglos geblieben.
Spekulationen, es habe sich dabei nicht um einen Unfall gehandelt, wurden weder erhärtet noch widerlegt.

## Werkauswahl
- Barawitzka segelt nach Malta. ISBN 3-7688-1475-0.
- Die Irrfahrten des Barawitzka. ISBN 3-7688-1462-9.
- Hollingers Lagune. ISBN 3-7688-0535-2.
- Barawitzka und die See-Amazonen. ISBN 3-7688-1532-3.
- Barawitzka und der Taiwan-Klipper. ISBN 3-7688-0790-8.
- Lauter Kapitäne – Keine Matrosen. ISBN 3-7688-0832-7.
- Die Rotweinsegler: aus Barawitzka's Seekiste. Posthum aus seinem Nachlass herausgegeben von seiner Schwägerin Helene Vettermann. ISBN 978-3-2000-8229-8.